# ينفوخاويات
الينفوخاويات (الاسم العلمي: Tetraodontoidei) هي رتيبة من الأسماك تتبع طائفة شعاعيات الزعانف من شعبة الحبليات.

## فصائل
- الينفوخية
- تريجر
- سمكة النيص
- الموليدي
- سمكة المبرد
- سمكة الصندوق
- تريودونتيداي